# Karl August von Hohenstock
Karl August von Hohenstock (* 1723 in Brandenburg; † 16. April 1788) war ein königlich-preußischer Generalmajor und zuletzt Chef des Husaren-Regiments Nr. 5. Er war Besitzer der Güter Gurren, Klimken und Dombrowken.

## Leben
Er entstammt einem bürgerlichen Haus in Brandenburg und war zunächst einfacher Husar im Husaren-Regiment Nr. 4. Dort wurde er Wachtmeister und am 31. Dezember 1747 Kornett. 1754 stieg er zum Leutnant auf und wurde 1759 Stabsrittmeister. Im Dezember 1760 erhielt er eine eigne Eskadron und wurde 1761 Major sowie Kommandeur der Freihusaren im Freikorps von Kleist. Nach dem Siebenjährigen Krieg wurde das Korps aufgelöst und er kam zum Dragoner-Regiment Nr. 2. 1767 wurde er Kommandeur im Husaren-Regiment Nr. 7. Im Juni 1772  wurde er Oberstleutnant und noch im gleichen Jahr am 29. August 1772 erhielt er die Beförderung zum Oberst. Als solcher wurde er Chef des Husaren-Regiments Nr. 8. Im Januar 1784 wechselte er in das Husaren-Regiment Nr. 5 und erhielt zusätzlich das Bosniakenkorps. 1785 wurde er zum Generalmajor ernannt. Das Korps gab er 1788 an den damaligen Oberst Heinrich Johann von Günther ab. Er starb im April 1788. Von 1741 an hat er in allen Feldzügen unter Friedrich II. gedient und geriet am 1. Juni 1762 bei Grumbach in Gefangenschaft.
Er war mit Anna Maria von Ehrenburg (Ehrenberg) verheiratet.